# Себський договір
Себський договір — угода, укладена між султаном Маскату, Теймуром ібн Фейсалом (1886-1965), і імамом Оману 25 вересня 1920 року. Ця угода визнавала автономію під управлінням Оману імамів у внутрішніх областях Маскату і Оману, який був на той час британським протекторатом. Угоду була названо на честь прибережного міста в Омані, в якому було підписано договір, і мала завершити семирічну війну між імамом і султаном. Фактично ця угода надавала прихильникам імама незалежність і розділяло країну на прибережні території, які підпорядковувалися султану Маскату, і внутрішні, що знаходилися під контролем імама.

## Передісторія
Ще задовго до підписання угоди, в 1911 році, Салім ібн Рашид аль-Карусі підняв антимаскатське повстання серед консервативних сект ібадитів у внутрішніх гористих областях Омана і заснував через два роки ісламський імамат Оман, який почав тоді ж, в 1913 році , війну за владу з султанатом Маскат, що тривала сім років. Головними причинами невдоволення ібадитів-консерваторів був вплив англійців, що збільшувався в країні, а також заборона ними на работоргівлю і торгівлю зброєю . Себський договір 1920 року набув чинності за посередництва британців, його підписання стало можливим через смерть Хумайда ібн Насира аль-Набхані, важливого діяча імамату, і вбивства в 1920 році Саліма ібн Рашида аль-Карусі. Столицею імамату було оголошено місто Нізва.

## Умови
Договір складався з восьми пунктів, чотири з яких стосувалися султанату Маскат, чотири інших - імамату Оман. Найважливішим пунктом, про який сторонам вдалося домовитися, було положення про те, що податок на будь-які товари, що мали постачатися із внутрішніх областей (імамат) у прибережні міста (султанат), не міг перевищувати 5% .

## Наслідки
Відносини між султанатом Маскат і імаматом Оман були відносно мирними до 1954 року, коли в Джабаль-аль-Ахдар імамом Галиба ібн Алі аль-Хіна було піднято повстання, що стало реакцією на спробу з боку султана Саїда ібн Теймура (1910-1972) розширити свою владу на внутрішні області країни. Султан розірвав Себський договір і почав за підтримки британців війну проти імамату, що закінчилася ліквідацією цієї держави. У 1955 році імам був відправлений у заслання до Саудівської Аравії.